# 水島弘一
水島 弘一（みずしま ひろかず、1907年2月25日 - 1982年）は、日本の彫刻家。
水島石根の父、水島太郎の祖父。

## 略歴
1907年（明治40年）、大阪府に生まれる。育英商業学校卒業後、商社に勤めるも志しと合わずに退社。1933年（昭和8年）に上京して芸術院会員であった内藤伸に師事して本格的に彫刻家の道を目指す。
1934年（昭和9年）、第5回日本木彫会展に初出品初入選となる以降、第25回まで連続して出品。うち4回入選。1936年（昭和11年）に改組され第一回となる帝展に出品して入選。以後、1938年（昭和13年）の第二回文展、1940年（昭和15年）の紀元二千六百年奉祝美術展、1942年（昭和17年）の第六回文展にそれぞれ入選した。
戦後は京都府木津町に居を構え、日展を中心に出品。1964年（昭和39年）には上司海雲、杉本健吉、須田剋太らと｢七人会｣を結成、グループ展として阪急百貨店などで展覧会を行った。
木彫、ブロンズ、乾漆により仏像、裸婦、母子像などを制作し幅広い表現ができる彫刻作家の一人であった。